# Utilitaire de compression de disque
Un utilitaire de compression de disque est un logiciel utilitaire qui augmente la quantité d'informations pouvant être stockées sur un disque dur. Contrairement à un utilitaire de compression de fichier, qui compresse uniquement les fichiers spécifiés et qui oblige l'utilisateur à désigner les fichiers à compresser - un utilitaire de compression de disque fonctionne automatiquement sans que l'utilisateur soit conscient de son existence.
Lorsque des informations doivent être stockées sur le disque dur, l'utilitaire compresse ces informations. Lorsque les informations doivent être lues, l'utilitaire les décompresse. Un utilitaire de compression de disque remplace les routines de lecture et d'écriture sur disque du système d'exploitation standard.
Les utilitaires de compression de disque étaient populaires surtout au début des années 1990, lorsque les disques durs des micro-ordinateurs étaient encore relativement petits (20 à 80 mégaoctets). Les disques durs étaient également assez coûteux à l'époque, environ 10 dollars américains par mégaoctet. Les utilitaires de compression de disque permettaient alors d'augmenter la capacité d'un disque dur à faible coût. Un bon utilitaire de compression de disque pouvait, en moyenne, doubler l'espace disponible avec une perte de vitesse négligeable.
La compression du disque est tombée en désuétude à la fin des années 1990 lorsque les progrès de la technologie et de la fabrication du disque dur ont entraîné une augmentation des capacités et une baisse des prix.

## Fonctionnement
La compression de disque utilise habituellement un seul grand fichier, qui devient un disque dur virtuel (ne pas le confondre avec un disque virtuel ou RAM disque).

### Compression initiale
Lors de son installation, l'utilitaire propose généralement de compresser le disque dur de l'ordinateur. Si l'utilisateur accepte, l'utilitaire fait les actions suivantes :
1. il crée un fichier vide sur le disque dur, ce fichier contiendra le disque dur compressé ;
2. il transfère les fichiers du disque dur vers le fichier nouvellement créé que nous appellerons le disque compressé ;
3. il augmente graduellement la taille du disque compressé à mesure qu'il a besoin d'espace et que de l'espace est libéré sur le disque dur physique ;
4. lorsque tous les fichiers ont été transférés, les lettres de lecteur sont interchangées.

Habituellement, certains fichiers du système d'exploitation ne sont pas transférés. Par exemple, les fichiers de mémoire virtuelle demeurent sur le disque non compressé.

## Impact sur la performance de l'ordinateur
Sur les systèmes avec des disques durs lents, la compression de disque peut augmenter la performance de l'ordinateur. Cette amélioration de la performance peut résulter de deux phénomènes :
- une fois compressées, les données occupent moins d'espace et il y a moins de données à transférer sur le disque ;
- les accès au disque sont souvent groupés pour augmenter l'efficacité.

Si le système doit souvent attendre que l'accès au disque dur soit terminé (système I/O bound), la conversion du disque dur en disque compressé peut accélérer considérablement le système. Par contre, la compression et la décompression des données augmentent l'utilisation du processeur. Conséquemment, si le système est déjà CPU bound, la compression du disque réduit la performance globale du système.

## Inconvénients
La désinstallation peut être problématique si la taille des données décompressées est supérieure à la capacité du disque.
Les utilisateurs ne réalisent pas toujours que le fichier volumineux sur le disque contient un disque compressé. Bien que ce fichier soit habituellement caché par défaut, les utilisateurs qui le trouvent le considèrent parfois comme suspect et le suppriment. Cela entraîne une perte de données.